# ドラマシャワー
『ドラマシャワー』は、2022年4月22日（21日深夜）から2024年4月5日（4日深夜）にかけて毎週金曜（木曜深夜）に毎日放送（MBSテレビ）制作で放送されていた深夜ドラマ放送枠、およびその冠タイトル。2024年4月12日（11日深夜）より同時間帯の枠名は『ドラマフィル』となって放送中である。

## 概要
毎日放送が2022年4月に新設した。新設当初は1年限定としてのスタートであったが、好評につき2023年4月以降も継続されることとなった。
同局の深夜アニメ枠「アニメシャワー」枠に倣ってローカル枠となっているが、深夜アニメ枠とは異なりドラマ枠では「ドラマ特区」枠との連続編成番組という位置付けとなっており、アニメイズム枠との連続編成で放送されている関西ローカル枠の深夜アニメ番組の位置付けに近い。
本枠では独立局向けネットに特化しており、関東地区では5いっしょ3ちゃんねる各局で放送されている。「ドラマ特区」枠同様に番組開始当初からTBSテレビとTOKYO MXでの放送実績はない。
枠開設以来ボーイズラブ作品を中心に放送していたが、『マイストロベリーフィルム』で初めてボーイズラブ以外の要素を含んだドラマを放送した。
2024年4月の『奪われた僕たち』から『ドラマフィル』に改題された。

## 放送番組

### ドラマシャワー
|     | 作品名                      | 放送開始 放送終了             | 主演                                                                                | 原作         | 脚本                                  | オープニング                                             | エンディング                    |
| --- | --------------------------- | ----------------------------- | ----------------------------------------------------------------------------------- | ------------ | ------------------------------------- | -------------------------------------------------------- | ------------------------------- |
| 1.  | 不幸くんはキスするしかない! | 2022年04月22日 2022年06月10日 | 曽田陵介 佐藤友祐（lol-エルオーエル-）                                              | 露がも子     | 金杉弘子                              | OCTPATH 「Perfect」                                      | 小林柊矢 「死ぬまで君を知ろう」 |
| 2.  | 先輩、断じて恋では!         | 2022年06月17日 2022年08月12日 | 内藤秀一郎 瀬戸利樹                                                                 | 晴川シンタ   | 高橋朋広                              | 加賀美ハヤト&甲斐田晴 from ROF-MAO 「Follow Your Heart」 | Hilcrhyme 「あと数センチ」      |
| 3.  | 高良くんと天城くん          | 2022年08月19日 2022年10月14日 | 佐藤新（IMPACTors / ジャニーズJr.） 織山尚大（少年忍者 / ジャニーズJr.）            | はなげのまい | 吉野主                                | Sano ibuki 「twilight」                                  | 中山優馬 「Squall」             |
| 4.  | 永遠の昨日                  | 2022年10月21日 2022年12月09日 | 小宮璃央 井上想良                                                                   | 榎田尤利     | 小林啓一                              | Ayumu Imazu 「Sunshower」                                | 久保あおい 「遠い夏の日」       |
| 5.  | 飴色パラドックス            | 2022年12月16日 2023年02月10日 | 木村慧人（FANTASTICS from EXILE TRIBE） 山中柔太朗（M!LK）                          | 夏目イサク   | 波多野都                              | BILLY LAURENT 「Go Sign」                                | claquepot 「finder」            |
| 6.  | ジャックフロスト            | 2023年02月17日 2023年03月31日 | 本田響矢 鈴木康介                                                                   | 窓霜         | 安川有果 高橋名月 船曳真珠            | Anonymouz 「夜行性」                                     | miwa 「Love me」                |
| 7.  | 永遠の昨日 完全版           | 2023年04月14日 2023年06月09日 | 小宮璃央 井上想良                                                                   | 榎田尤利     | 小林啓一                              | Ayumu Imazu 「Sunshower」                                | 久保あおい 「遠い夏の日」       |
| 8.  | 4月の東京は…                | 2023年06月16日 2023年08月04日 | 櫻井佑樹（劇団EXILE） 髙松アロハ（超特急）                                          | ハル         | 三津留ゆう 石橋夕帆                   | あたし 「イベリス」                                      | 林和希 「One Day」              |
| 9.  | 体感予報                    | 2023年08月11日 2023年10月13日 | 樋口幸平 増子敦貴（GENIC）                                                          | 鯛野ニッケ   | 高橋明月 船曳真珠                     | GANG PARADE 「Träumerei」                                | Absolute area 「ノスタルジア」  |
| 10. | ワンルームエンジェル        | 2023年10月20日 2023年11月24日 | 上杉柊平 西村拓哉（Lil かんさい / 関西ジュニア）                                    | はらだ       | 綿種アヤ                              | 蒼井翔太 「8th HEAVEN」                                  | Sano ibuki 「久遠」             |
| 11. | 佐原先生と土岐くん          | 2023年12月01日 2024年02月02日 | 岐洲匠 八村倫太郎（WATWING）                                                        | 鳥谷コウ     | 三浦有為子 楢原拓 木原梨花 村上かのん | WATWING 「I don't care」                                 | アツキタケトモ 「#それな」      |
| 12. | マイストロベリーフィルム    | 2024年02月16日 2024年04月05日 | 深田竜生（少年忍者 / ジュニア） 矢花黎（7 MEN 侍 / ジュニア） 田鍋梨々花 吉田美月喜 |              | 小林啓一 川崎僚 高橋名月              | クボタカイ 「フラッシュバックメモリーズ」                | Quw 「Cropping」                |

### ドラマフィル
|     | 作品名                                            | 放送開始 放送終了             | 主演                                          | 原作                                                           | 脚本                                             | 主題歌 | 制作                     |
| --- | ------------------------------------------------- | ----------------------------- | --------------------------------------------- | -------------------------------------------------------------- | ------------------------------------------------ | --- | ------------------------ |
| 1.  | 奪われた僕たち                                    | 2024年04月12日 2024年05月17日 | 須賀健太 荒牧慶彦                             |                                                                | 我人祥太                                         | ドレスコーズ 「キラー・タンゴ」 | ホリプロ                 |
| 2.  | ビジネス婚-好きになったら離婚します-              | 2024年05月24日 2024年07月19日 | 菅井友香 草川拓弥（超特急）                   | 原作：JAMTOON STUDIO / 作画：キラト瑠香                        | 髙橋幹子 石上加奈子 桐乃さち                     | オープニングテーマ 超特急「MEMORIAる」 エンディングテーマ チョーキューメイ「sister」                                                         | TBSスパークル            |
| 3.  | 三ツ矢先生の計画的な餌付け。                      | 2024年07月26日 2024年09月06日 | 山崎まさよし 酒井大成                         | 松本あやか                                                     | 吉川菜美                                         | オープニングテーマ 山崎まさよし「フリト」 エンディングテーマ 泡く、脆く。「めをみて feat.千鎖 from ミセカイ」                                | レプロエンタテインメント |
| 4.  | スメルズ ライク グリーン スピリット               | 2024年09月20日 2024年11月08日 | 荒木飛羽                                      | 永井三郎                                                       | 新井友香                                         | Lead「There for you」 | スタジオブルー           |
| 5.  | ラブライブ!スクールアイドルミュージカル the DRAMA | 2024年11月22日 2024年12月27日 | 渡邉美穂 冨田菜々風                           | 原作：矢立肇 / 原案：公野櫻子 「スクールアイドルミュージカル」 | 岸本功喜                                         | OP 滝桜女学院アイドル部・椿咲花女子高校アイドル部「未完成ドリーム!」 ED 滝桜女学院アイドル部・椿咲花女子高校アイドル部「きらりひらり舞う桜」 | ソケット                 |
| 6.  | コールミー・バイ・ノーネーム                      | 2025年01月10日 2025年02月28日 | 工藤美桜 尾碕真花                             | 斜線堂有紀                                                     | 松ケ迫美貴                                       | オープニング主題歌 水槽「スードニム」 エンディング主題歌 yonige「Without you」                                                               | スタジオブルー           |
| 7.  | 熱愛プリンス                                      | 2025年03月07日 2025年04月25日 | 杢代和人（原因は自分にある。） 松井奏（IMP.） | 青月まどか                                                     | 舘そらみ 「熱愛プリンス お兄ちゃんはキミが好き」 | Terzetto 「僕だけのPrincess」 | ホリプロ                 |
| 8.  | バレエ男子!                                       | 2025年05月02日 2025年06月20日 | 戸塚純貴                                      |                                                                | 岸本鮎佳                                         | 主題歌 舟津真翔「魔法のコトバ」 エンディングテーマ 近石涼「フィナーレ」                                                                      | セディックドゥ           |
| 9.  | 彩香ちゃんは弘子先輩に恋してる （2nd Stage）      | 2025年06月27日 2025年08月01日 | 加藤史帆 森カンナ                             | Sal Jiang                                                      | 下亜友美                                         | オープニング主題歌 はしメロ「yosumi」 エンディング主題歌 なきごと「短夜」                                                                    | ホリプロ                 |
| 10. | 私の彼が姉の夫になった理由                        | 2025年08月08日                | 秋田汐梨 影山拓也（IMP.） 高田里穂            | 美桜せりな                                                     | 遠山絵梨香                                       | オープニング主題歌 Re:name「I've」 エンディング主題歌 IMP.「Reckless Love」\|\| スタジオブルー                                               |                          |

## 放送局
2025年4月時点。放送時間は各作品の項目を参照。